# کوشیرو، هوکایدو (شهرک)
کوشیرو، هوکایدو (شهرک) (به لاتین: Kushiro, Hokkaido (town)) یک منطقهٔ مسکونی در ژاپن است که در Kushiro Subprefecture واقع شده‌است. کوشیرو  ۲۱٬۶۰۲ نفر جمعیت دارد.